# Bergschulter

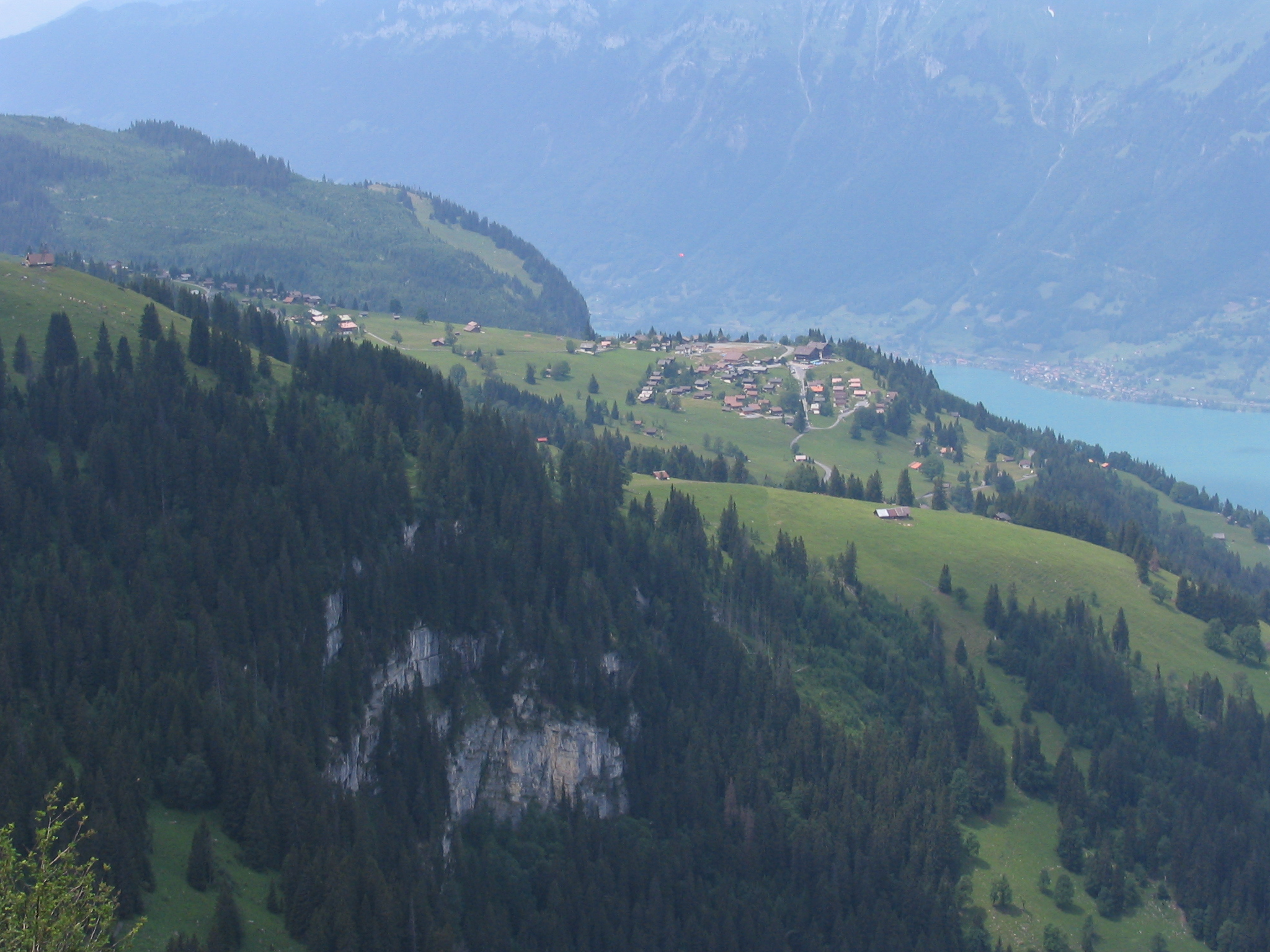
Die Bergschulter der Axalp über dem Brienzersee, Berner Oberland

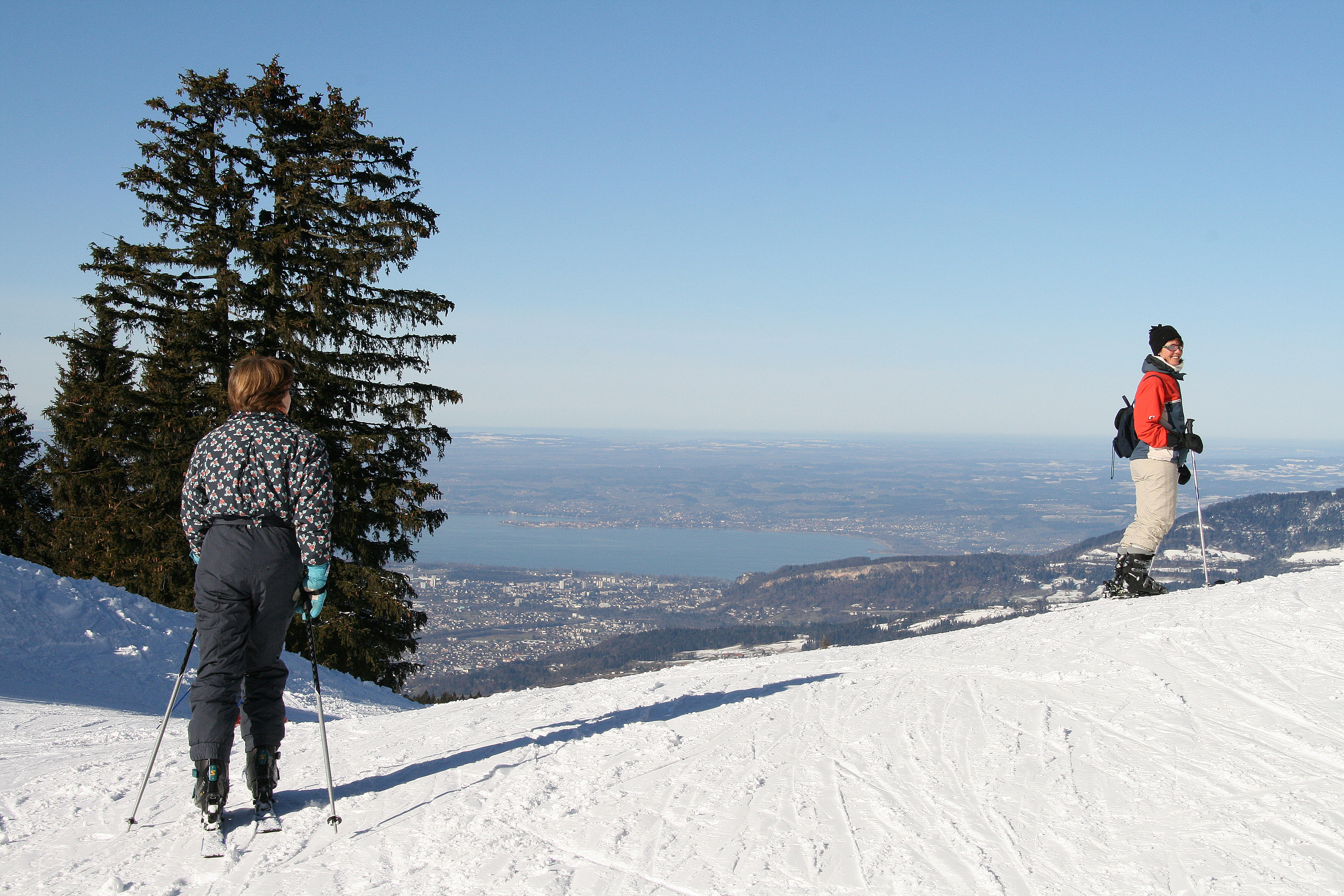
Die obere Schulter des Bödele mit Blick auf den Bodensee

Als Bergschulter wird eine häufige Geländeform im Gebirge bezeichnet, die einen markanten Übergang von einem Steilhang zu einem flacheren Hangstück oder einer entgegengesetzten Hangneigung bildet.
Der Name nimmt Bezug auf die anatomische Form der Schulter und umfasst sowohl lokale Erhebungen (ausgedehnte Geländebuckel) auf Bergflanken als auch hangparallele Geländestufen, die sich hunderte Meter erstrecken können und ihre Schulterform nur aus seitlicher Sicht zeigen. 

Durch Eiszeit-Moränen entstandene flache Bergschulter

Die Entstehung von Bergschultern ist meist eine Folge ungleichförmiger Erosion des Gesteins, z. B. durch unterschiedliche Gesteinsart, Struktur oder Gesteinshärte. Doch kommen auch tektonische Ursachen (z. B. Überschiebungen) oder örtliche Ablagerungen etwa von Moränen vor.
Auf steilen Bergschultern in Talnähe wurden oft Burgen und Adelssitze errichtet. In mittleren Höhen findet man hier zahlreiche Bergbauernhöfe, einzelne Weiler und Almen. Kleinräumige Bergschultern bieten eine gute Position für Sendemasten, Seilbahnstützen oder Materialseilbahnen.  
Im Hochgebirge sind zahlreiche Schutzhütten auf Bergschultern errichtet, weil die geringe Hangneigung den Bau erleichtert. Gleichzeitig schützt die Lage vor Lawinen, Sturzbächen oder Muren. Auf solchen Anhöhen oder Geländestufen gebaute Berghütten sind für den Bergsteiger von weitem sichtbar und bieten andrerseits eine gute Rundsicht.